# Marisa Wojtkowiak
Marisa Wojtkowiak (* 1986 in Heidelberg) ist eine deutsch-US-amerikanische Schauspielerin.

## Leben
Marisa Wojtkowiak wuchs als Tochter deutsch-amerikanischer Eltern in Heidelberg auf.
Sie absolvierte ihre Schauspielausbildung von 2011 bis 2014 an der Schauspielschule Die Etage Schule für die Darstellenden und Bildenden Künste in Berlin. Als Bühnendarstellerin trat sie beispielsweise in Theaterstücken wie Macbeth, Faust. Eine Tragödie oder Moby-Dick auf, darunter auch am Maxim Gorki Theater. Seit 2019 stand sie als Schauspielerin in mehreren Filmen und Fernsehserien vor der Kamera.
Wojtkowiak lebt in Berlin. Neben ihrer Muttersprache Deutsch spricht sie auch fließend Englisch und Spanisch.

## Filmografie (Auswahl)
- 2019: Joachim Vernau – Totengebet (Fernsehreihe)
- 2019: Alles oder nichts (Fernsehserie)
- 2023: Gute Zeiten, schlechte Zeiten (Fernsehserie)
- 2024: Polizeiruf 110: Unsterblich

## Hörspiele (Auswahl)
- 2022: Patty Kim Hamilton: Peeling Oranges (Moon Jae – älteste Tochter) – Regie: Mia Spengler (Hörspielbearbeitung – SWR)[7]